# Das Tagebuch der Anne Frank (Oper)
Das Tagebuch der Anne Frank (russisch: Дневник Анны Франк, Dnewnik Anny Frank) ist eine Monooper in zwei Teilen für Sopran und Kammerorchester von Grigori Frid (1915–2012), op. 60 nach dem Tagebuch der Anne Frank. Sie entstand 1968, wurde 1972 in Moskau konzertant uraufgeführt.

## Handlung
Die Oper besteht aus 21 Szenen, die keine Handlung darstellen, sondern Berichte und Reflexionen der im Versteck lebenden Anne Frank sind.

## Charakteristik, Fassungen
Bei einer Veranstaltungsreihe in Nürnberg zum Thema Kammeroper war auch der Komponist beteiligt. Er versuchte dort eine inhaltliche Definition des Genres, hier wiedergegeben in der Darstellung des Musikkritikers Manfred Blumauer: „Während in der großen Oper der Held von Tat zu Tat schreite, gehe es in der Kammeroper um die innere Entwicklung der Person.“ Frid verfolgte die Konsequenz dieses Konzepts nicht nur in seiner Anne-Frank-Oper, sondern auch in einer weiteren Monooper, den Briefen van Goghs, einem Monolog eines Sängers, der quasi symphonisch vom Orchester begleitet wird. Beide Libretti wurden ausschließlich aus dokumentarischen Texten zusammengestellt. Als sich der Komponist an die Komposition machte, hatte er keine Hoffnung, dass das Werk jemals in der Sowjetunion aufgeführt werden könnte.
Die Komposition der Oper wurde 1968 abgeschlossen. Es bestehen zwei reduzierten Fassungen als Kammeroper. Es liegt eine deutsche Übersetzung von Ulrike Patow vor, die Grundlage der Aufführungen im deutschen Sprachraum ist. Seit 1991 liegt auch eine englische Übersetzung vor.

## Aufführungsgeschichte
Die Uraufführung fand 1972 konzertant (mit Klavierbegleitung) statt. Sängerin der Anne Frank war Nadescha Jurenjewa, begleitet am Klavier von M. Kanrandaschowa. Erstmals konzertant mit Orchester wurde die Monooper am 7. Mai 1977 in Kislowodsk im Nordkaukasus gegeben. Die szenische Uraufführung fand einen Tag später in Swerdlowsk statt, bei der Margarita Wladimirowa sang und Wiktor Wassiljew dirigierte. De facto konnte sich die Oper in der Sowjetunion nicht durchsetzen. Es kam zu keiner Inszenierung an einem der großen Opernhäuser, einerseits aus politischen Gründen (es gab Spannungen zwischen der Sowjetunion und Israel) und andererseits aus musikalischen Gründen. Frid hatte sich vom Sozialistischen Realismus ab- und der Zwölftontechnik zugewandt.
Im Jahr 1978 wurde das Werk erstmals in den Vereinigten Staaten vorgestellt in einer szenischen Fassung mit Margaret Chalker in der Titelpartie. Es dirigierte Rafael Subolewski. In der Folge erreichte die Oper „unübliche Popularität in den USA“, so befand das Mariinski-Theater in St. Petersburg. Die intime Natur des Werkes und das Faktum, dass auch kleine, kammermusikalische Orchesterbesetzung ausreicht, führte in der Folge zu zahlreichen Studioaufführungen und zu vielen Inszenierungen an kleineren Häusern. Es gab auch zahlreiche konzertante Aufführungen.
Nachdem die Präsidiale des Österreichischen Nationalrates im Jahr 1997 beschlossen hatte, anlässlich der Befreiung des Konzentrationslagers Mauthausen am 5. Mai 1945 einen "Gedenktag gegen Gewalt und Rassismus" abzuhalten, wurde 1998 die österreichische Erstaufführung der Oper "Das Tagebuch der Anne Frank" von Grigori Frid mit der Opernsängerin Anat Efraty in diesem Saal gespielt. [Parlamentskorrespondenz Nr. 98 vom 18.02.2002]
Die Deutsche Erstaufführung übernahm das Musikalische Kammertheater Erlangen am 28. März 1993 in der Nürnberger Tafelhalle. Es sang Brigitte Wohlfarth und es dirigierte Franz Killer. Erstmals mit reduzierter Orchesterfassung wurde die Oper am 12. November 1999 in Braunschweig aufgeführt, wo Matthias Wegele dirigierte. In Deutschland setzte sich das Werk durch. Es gab auch Inszenierungen in Österreich und der Schweiz, in den Niederlanden, in Irland, Schweden, Tschechien und Slowenien. In der Statistik von Operabase für die Spielzeit 2018/19 war Grigori Frid unter den 50 meistgespielten Komponisten Deutschlands, seine Anne-Frank-Oper befand sich unter den Top 200 der gespielten Opern weltweit zumindest im Jahr 2013.
Auch in den 2020er Jahren stand das Werk auf zahlreichen Spielplänen, beispielsweise an der Hamburgischen Staatsoper (mit Olivia Warburton), am Staatstheater Augsburg (mit Olena Sloia), am Theater Chemnitz (mit Elisabeth Dopheide) und an den Bühnen Halle (mit Anke Berndt und Barbara Dussler).
Zu namhaften Sängerinnen, die die Rolle der Anne Frank in der Vergangenheit übernahmen, zählen Elisabeth Breuer (in Linz), Katharina Konradi (in Hof (Saale)), Ani Maldjian (in Dublin und weiteren Produktionen), Miriam Meyer (in Hildesheim), Francisca Prudencio und Miriam Sharoni (in Braunschweig) sowie Suzana Šuvaković Savić (in Belgrad). Die Regie wurde oftmals Frauen anvertraut, beispielsweise Nora Bussenius (in Augsburg), Annilese Miskimmon (in Dublin), Rebekah Rota (in Zabrze), Kerstin Steeb (in Lüneburg) oder Corinna Tetzel (in Chemnitz).

## Aufnahmen
In der Originalsprache
- Orchester des Bolschoi-Theaters Moskau, mit Eva Ben-Zvi, Dirigent Andrei Tschistjakow, neu herausgebracht von Brilliant Classics

In deutscher Übersetzung
- Emsland Ensemble, mit Sandra Schwarzhaupt, Dirigent Hans Erik Deckert, Profil PH04044,
- sirene Operntheater Wien, mit Nina Maria Plangg, Dirigent Jury Everhartz[8]